# Dunakeszi konzervgyár
A Dunakeszi Konzervgyár, az 1901-ben Budapesten létesített Welleminsky és Gottlieb „Adria” Halkonzervgyárak Rt. Dunakeszi településen 1916–1917-ben épült gyára volt. A két világháború között „Oceán” Magyar Konzervgyár és Kereskedelmi Rt. néven ismerték, a Dunakeszi Konzervgyár név a második világháború után terjedt el. A gyár egy, a Budapest–Szob-vasútvonal (70-es vasútvonal) mellett fekvő területen épült, és nagy változásokat indított a község életében: a falu az iparosodás útjára lépett.

## Az „Oceán” Magyar Konzervgyár és Kereskedelmi Rt. létrejötte
1901-ben, a Morvaországból Budapestre települt Gottlieb Bernát Benő és sógora, Welleminsky Rezső (felesége Gottlieb Franciska volt, Bernát Benő húga) megalapították a Welleminsky és Gottlieb „Adria” Halkonzervgyárak r.t.-t. Gottlieb Benő és húga családja azonban a XIII. kerületben, a Vágány, illetve a Szabolcs utcában éltek.
A Welleminsky és Gottlieb orosz szardíniát, koronaszardíniát, kelet-tengeri heringet, göngyölt heringet, füstölt lazacot és kocsonyahalat állított elő. Kezdetben a céget Gottlieb Bernát Benő (sz. 1873) és sógora, Welleminsky Rezső vezették, utóbbi azonban 1907-ben vagy 1908-ban meghalt, így részvényeit, felesége, Welleminsky Rezsőné sz. Gottlieb Franciska örökölte.
A cég 1908-ban fuzionált a debreceni „Adria halkonzerv és halfüstölőgyár Trigarszky Emil és társai” betéti társasággal, így alaptőkéje 400 000 koronára emelkedett. Az egyesített cég a Welleminsky és Gottlieb „Adria” Halkonzervgyár Rt. nevet vette fel, vezérigazgatója Gottlieb Benő volt. Az igazgatótanácsban a Gottlieb-testvérek mellett a Németh-család, illetve a volt debreceni tulajdonosok (Trigarszky Emil, Félegyházy János és Ganovszky Lajos) is helyet kaptak.
1912-re a legfőbb részvényesek között már megjelent a két évvel korábban létrejött, debreceni székhelyű Általános Forgalmi Bank Rt. A pénzintézet a gyár igazgatótanácsában is képviseltette magát Ungár Jenő révén, így lehetősége nyílt, hogy gazdasági és üzletpolitikai elképzeléseit közvetlen módon érvényesítse. A bank alapvető szerepet játszott a konzervgyár forgótőke-ellátásában. 1915-ben egy újabb pénzintézet lépett be a konzervgyár részvényesei közé: a Mercur Váltóüzleti Rt., amelynek igazgatója, Berger Mór az „Adria” igazgatótanácsának tagja lett.
Az újabb bank bevonása is annak érdekében történt, hogy a társaság terjeszkedni tudjon. Ennek érdekében az „Adria” 1916-ban kétéves bérleti szerződést kötött a kezükön lévő budapesti telephely melletti 521 négyszögöles terület bérlésére. A konzervgyárnak ecet-, mustár- és jéggyára is volt. Emellett sütödét és füstöldét működtetett, valamint a nyári időszakban limonádét is gyártott. A cég ekkor már a Haditermény Rt. számára termelt.

## Az új név: „Oceán”
Az „Adria” 1916. november 15-én megtartott igazgatósági ülésen a társaság nevét „Oceán” Magyar Konzervgyár és Kereskedelmi Rt.-re változtatták. Ennek hátterében az állt, hogy alapanyaguk nagy része – a korábbi időszakkal ellentétben – már nem az Adriai-tengerből, hanem az Északi-tengerből és az Atlanti-óceánból származott. A cégvezetés úgy látta, hogy az „Oceán” név alkalmasabb arra, hogy a társaság termékeit bel- és külföldön forgalomba hozzák úgy, hogy egy szó által felismerhetők legyenek.

## Dunakeszi: az új telephely
Az „Oceán” 1916-ban oda jutott, hogy gyártmányaikhoz uborka, káposzta, paradicsom és főzelékfélék nagyobb mértékű előállítására van szükség. A cégnek sürgősen új területre volt szüksége, amelyet Budapesten belül nem talált meg. Ennek következtében kezdett a cégvezetés egyik tagja, a bécsi Frankl A. Herm. & Söhne cég magyarországi képviseletének vezetője, Frankl Richárd (Bécs, 1896. szeptember 15.–Auschwitz, 1942. október 28.) a főváros környékén telekkeresésbe. Az új telephelynek nemcsak megfelelő nagyságúnak, de főváros- és vasút közelinek is kellett lennie, aminek a dunakeszi ingatlan teljes mértékben megfelelt. Az „Oceán” itt elsősorban a budapesti telephelyen (X. ker., Kolozsvári utca 13.) gyártott halkonzerveihez szükséges kiegészítő anyagok (elsősorban ecet és mustár) elkészítését tervezte itt. Terveiket hamarosan realizálták, mivel az 1917/18. évi beszámolóban már a következő sorok szerepelnek:
„Igen nagy horderejü azonban uj, dunakeszii gyártelepünk megalapitása, melyet már fentebb jeleztünk. Dunakeszi községben, közvetlenül a dunakeszi-alagi vasutállomási épülettel szemben nagyobb terjedelemben telkeket vásároltunk, amelyeken ecet és konservgyárat létesitettünk. Ezen tranzakció is a legnagyobb nehézségekkel volt egybekötve. Számadásainkban szem előtt kellett tartanunk mindig, hogy sok tekintetben tisztán háborus célokat szolgáló befektetéseket eszközlünk. Az épitekézésnél, gépek és egyéb elkerülhetetlenül szükséges anyagoknak külföldről való behozatalánál nagy, háborús árakkal, drága külföldi devizákkal kellett számolnunk és arra törekedni, hogy mindemellett a célt elérjük, azt ugyanis, hogy a háborus tömegélelmezés igényeinek kielégitése terén az üzemben mutatkozó nehézségek elháritása és az üzem megfelelő kiterjesztése lehetségessé váljék. Hogy mennyi előnyt és értéket rejteget ezen uj telepünknek kiváló fekvése, nyilvánvaló. Mily fontos az ezen uj telepen létesitett uj ecetgyárunknak vállalatunknak üzemeiben való szerepe, már fentebb volt alkalmunk jellemezni. Ezenkivül pedig most már tetté válthatjuk azon régi szándékunkat, hogy készitményeink sorát a legkülönbözőbb zöldségek, főzelékek és gyümölcsök, továbbá vad és egyéb husok konserválása által kiegészitsük. Uj telepünk részben máris üzemben van, a hátralévő rész pedig előreláthatólag a folyó év végéig tető alá jut. Örvendetesen állapitjuk meg, hogy eme müködésünkkel a mindig nehezebbé váló közélelmezésnek is nagy szolgálatot tettünk.”
A gyár Dunakeszire településében komoly szerepet játszott a község akkori vezető jegyzője, Bohunka Lajos. Az új, hét kataszteri hold nagyságú üzemi terület eredendően két angol tréner birtokában volt, amelyet Frankl Richárd vezetésével a budapesti cég megvásárolt. A hatalmas területen ekkor még csak kis részt építettek be, a nagyobb részén még évekig tartottak versenylovakat, álltak az istállók és több lakóház is, amelyben a lósporthoz köthető személyek éltek.
Az „Oceán” a gyár működtetése során megismerte a környék gazdasági adottságait, és az ecet és mustárgyártás mellett, a beszámolóban is említett szándékuknak megfelelően, a környéken termelt kerti növények feldolgozására szakosodtak: paradicsomot, zöldborsót, szilvát, cseresznyét, meggyet, birskörtét dolgoztak fel, emellett savanyúság készítésével is foglalkoztak, az alapanyagokat túlnyomórészt egészen az 50-es évek végéig a környék termelőitől szerezték be. Mindezen terményekre igaz, hogy erősen időjárásfüggő, milyen mennyiségben és minőségben teremnek, így a dunakeszi üzem – mint minden más konzervgyár is – története folyamán mindvégig változóan teljesített, részben a gazdaság(politika)i körülmények, részben az időjárás szélsőségei miatt.
A gyár épületeit a budapesti Műszaki Egyetemen végzett Freund Dezső tervezte, aki 1908 óta működtette saját tervezőirodáját a fővárosban. A cégvezetés terveivel ellentétben, nem sikerült a gyár további üzemegységeit 1918. év végéig megépíteni. Ennek hátterében a vesztes háború, majd az azt követő őszirózsás forradalom, illetve a Tanácsköztársaság során bekövetkező események álltak. Utóbbi még az 1919/20. üzleti évre is káros hatással volt. Nagy problémát jelentett az „Oceán” (és persze más, exportra is termelő üzemek) számára, hogy e politikai események következtében a külföldi nyersanyag-beszerzés akadozott, illetve szünetelt. A Gottlieb-féle gyár egy ideig a felhalmozott készletekből talpon tudott maradni, de az elsősorban a hadi élelmezés szolgálatába állított gépsorai, a háborút követően kihasználatlanul álltak.

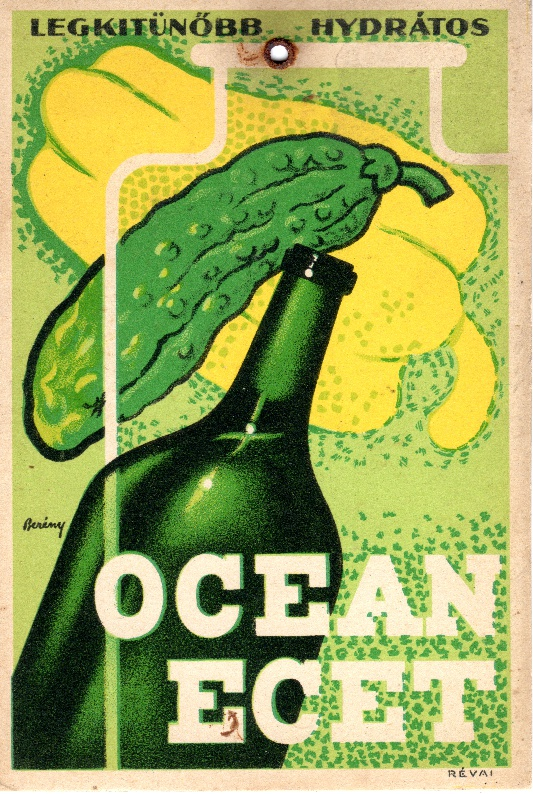
Dunakeszi ecet címkéje

Mindezen körülmények ellenére a dunakeszi üzemegységet bővítették, egész évben folyt az építkezés. Az 1918/19. üzleti évben az ecetgyár már teljes kapacitással és egész esztendőben üzemelt, a legkorszerűbb berendezéseket felhasználva. A savanyító üzemben 200 vagon káposztát, répát, tököt és uborkát dolgoztak fel. Időközben pedig a főzelék-, zöldség- és gyümölcskonzervgyár építése is előre haladt. Egy évvel később, az 1919/20. évi üzleti jelentésben már arról számoltak be, hogy
„Dunakeszii telepünk elkészült, és minden reményünk megvan arra, hogy ez a telep meg fog felelni mindama várakozásoknak, melyeket hozzáfüztünk.”
A cég irataiból kiderül, hogy 1920 második félévében készült el teljesen a dunakeszi üzemegység, amelynek teljes kapacitású termelése így az 1920/21. üzleti évben, vagyis alapvetően 1920 végén–1921 elején indult meg. Az „Oceán” azonban nem elégedett meg ennyivel. A Dunakeszin gyártott termékeket – meglévő üzleti kapcsolatrendszere révén – szinte azonnal ismertté, mi több, nagyon hamar kedveltté és keresetté tette a bel- és külföldi piacon egyaránt. Az elsőként itt létesített ecetgyár már meg is kezdődött ekkor a tervek készítése a bővítésre, mivel olyan mennyiségű megrendelésre tettek szert, amelynek elvégzéséhez a már meglévő kapacitás nem volt elegendő: az 1920/21. üzleti évben megindult a borecetgyártás.
Az infláció továbbra is nehezítette a cég működését, amit súlyosbított, hogy a nyersanyag-beszerzés – összvállalati szinten – nagymértékben külföldön történt, illetve, hogy jelentős összegeket invesztáltak a dunakeszi üzembe, amely ebben az üzleti évben termelt először teljes kapacitással.
1921-re a cég tulajdonosi viszonyaiban is változás állt be. Bár Gottlieb Benő (3607 db) továbbra is jelentős részvénypakettet birtokolt, testvére, özv. Welleminsky Rezsőné már csak jelképes (106 db) csomaggal rendelkezett. A legnagyobb részvényes ekkorra már a Mercur Váltóüzleti Rt. volt (16 827 db részvény). A debreceni Általános Forgalmi Bankot képviselő Ungár Jenő 1066 db, a korábbi tulajdonos Németh-testvérek közül dr. Németh Béla 1000, dr. Németh Benő pedig 999 db részvényt birtokolt. A fontosabb részvényesek közé tartozott még dr. Pajor Ignác (778 db), Berger Mór, a Mercur képviselője, igazgatósági tag (378 db). Ebben az évben szállt be a cégbe a Szegedalföldi Takarékpénztár Rt. (képviseli: Schwarz Gyula), ami előrevetíti már a következő évek eseményeit: a gyár kapacitásait kihasználandó, egyre nagyobb mennyiségben érkezik majd Szeged környékéről a feldolgozandó alapanyag.
Szintén 1921-ben készült el a gyár dunakeszi iparvágánya, amelyet egy, az „Oceán” által a Magyar Kir. Államvasutak Budapest Balparti Üzletvezetőségével kötött szerződésnek megfelelően építettek ki.

## A gyár működése
Az új dunakeszi üzemegységet napi szinten természetesen nem az „Oceán” igazgatósága irányította, hanem Frankl Richárd igazgató és Gottlieb Ottó ügyvezető irányította. Hozzájuk csatlakozott 1924-ben Morandini Lajos, aki 1934-től Frankltől az igazgatói posztot is átvette.
A vállalat vezetősége mellett adminisztratív személyzet dolgozott a cégnél, elsősorban irodai alkalmazottak. A gyár dolgozói állománya 1936-ig alkalmi munkásokból állt. Csak ezt követően állandósították a 90 legjobban dolgozó munkavállalót, és ettől kezdve a cégnél állandó és idénymunkások dolgoztak, kb. fele-fele arányban. Az állandó munkások Dunakeszin laktak, vagy a szűkebb környékről jártak be (Budapest, Fót, Göd, Vác). Nagyon sok volt a női, elsősorban betanított munkás, akik napi 9-10 órát dolgoztak.
A konzervgyár alapanyagait belföldön, többnyire Dunakeszi környékén szerezték be. Így a mustármagot, gyümölcsöt és a zöldségféléket is. A csomagolást is az országon belül vásárolták, az üvegeket, porcelánedényeket, tubusokat, hordókat, fiolákat és a fém konzerves dobozokat is. A korabeli üzemeket is terhelték az üzemi költségek, így a villamos energia és a víz díja, a szabadalmi díjak, valamint a szociális terhek (egészségbiztosítási hozzájárulás). Az egyik legnagyobb gondot a szennyvíz elvezetése okozta, amelynek árkokat kellett ásniuk. Az árok Dunakeszi területén eredt, és Káposztásmegyeren jobb felől a Szilas-patakba ömlött, neve Óceán-árok volt, a gyár után. Jelentős összegeket emésztett fel a csomagolás beszerzése (láda, hullámpapír, fagyapot, spárga stb.), mozgatása, használata. Eladási jutalékot fizettek a helyi és a vidéki ügynököknek, képviselőknek. Magasak voltak a jármű-fenntartás költségei (benzin, olaj, gumijavítás, adók, sofőrök).
A költségek közé soroljuk még az iroda-fenntartásra fordított összegeket (nyomtatványok, fűtés, világítás, telefonköltségek, bélyegek stb.), és az egyéb díjakat (bankköltségek, kamatok, utazási költségek, ügyvédi költségek, tagdíj stb.), továbbá a propagandára fordított, nem jelentéktelen összegeket. Ezeket hirdetésekre, ajándékokra fordították. Az „Oceán” – mondhatjuk így – bármely lapban hirdetett, amelynek olvasóközönsége soraiból vevőket remélhetett.

## A dunakeszi gyár első tíz éve (1922–1932)
A cég 1922-ben részt vett az éves árumintavásáron, amelyen az élelmiszeripar számára fenntartott kiállítási rész főhelyét foglalta el „nagyszabású, művészi kiállítású pavillonia”, amelyben
„A budapesti gyár halkonzervjei, pasztái és mustárjai után a dunakeszi gyümölcskonzervgyárnak száz szinben pompázó készítményei kötik le a figyelmet. A befőttek, jamek, finomizek, szilvaiz, vegyesiz, gyümölcsvelők, cukrozott gyümölcsök és főzelékkonzervek csoportja mellett külön emelvényen láthatjuk a dunakeszi telep ecetjeit, ugorka- és az egész világot meghódított paradicsompüré-készítményeit. A kormányzó úr őfőméltósága feltűnően hosszú ideig időzött a gyár kiállításánál, ahol a gyár ügyvezető igazgatója: Fürst Sándor ny. miniszteri tanácsos fogadta. A kormányzó ur melegen érdeklődött a gyár készítményei és exporttevékenysége iránt és távozása alkalmával különös elismerését fejezte ki.”
Az 1923/24. üzleti évben az „Oceán” az üzem további kiépítésével, illetve a termelési technológia tökéletesítésével foglalkozott, amelynek célja a szükségletek megfelelőbb kielégítése volt, mivel kül- és belföldön is olyan mértékben megnőtt a kereslet termékeik iránt, hogy azt az eddigi területen és gyártósoron nem tudták teljesíteni. Ennek során saját fémlemez-dobozgyárat létesítettek, így ezen szükségletüket immár saját forrásból fedezték. Emellett néhány száz holdon megkezdték főzelékfélék termesztését (borsó, bab, uborka) is. A dunakeszi ecetgyárban előállított termékekre újabb vevőket sikerült szerezniük, így az üzem maximális kapacitással termelhetett. A gyárnak (budapesti és dunakeszi telephely együttesen) ekkor már 600 munkása volt, és fő piacként Amerikába, Afrikába, Angliába, Svédországba, Norvégiába, Hollandiába, Belgiumba, Franciaországba, Svájcba, Olaszországba, Ausztriába és Németországba szállított. A dunakeszi üzem 1923-ban naponta öt vagon gyümölcskonzervet, hat vagon főzelékkonzervet, 5000 kg mustárt és 80 hektoliter ecetet állított elő.
A következő üzleti évet természetesen az „Oceán” számára is meghatározta a koronaválság, amelyet végül az 1924. május 24-én megalapított Magyar Nemzeti Bank felállításával sikerült megfékezni. Szerencsére az „Oceán” az üzleti év második felében már normál üzletmenetben, stabil pénzügyi helyzetben működött, de nehézséget okozott számára, hogy a spekulánsok kiszorulásával több nem fizető vevője is akadt.
A dunakeszi üzem – a nehézségek ellenére – folyamatosan és jól működött, sőt, fejlődni is tudott. A főzelék- és gyümölcsgyár főleg belföldre termelt, mivel azokat a készleteket, amelyeket az első félévben nem sikerült eladni, a második félévben, stabil valuta mellett csak nehezen és nyomott árakon vehette át a megcsappant fogyasztás. Nehezítette a főzelék- és gyümölcskonzervipar helyzetét az is, hogy a rohamosan megváltozott pénzviszonyok folytán a vevők egy része, különösen, akik túlspekulációba bocsátkoztak, fizetési kötelezettségeiknek nem tudtak eleget tenni. A csődön kívüli kényszeregyezségek során kénytelenek voltak ezekbe az egyezségekbe belemenni. A legnagyobb konjunktúrát a lekvárgyár érte el. Az exportüzlet nem virágzott olyan nagymértékben, mert rossz termés volt, így a gyümölcsárak magasak voltak, a szomszédos államok pedig prohibitív vámtételek mögé zárkóztak. Sikerült új piacokat szerezniük: a skandináv államokba, Svájcba, Lengyelországba és a Balkánra kezdtek szállítani. Az éves árumintavásáron továbbra is részt vettek, és sikeresen szerepeltek. Ebben az évben új termékekkel is jelentkeztek: libamáj és vadpástétomok gyártásába fogtak. Ősszel pedig az „Oceán” a lipcsei őszi árumintavásáron is megjelent.
1924-ben a cég bejegyeztette védjegyeit is. Egyfelől az „Oceán” márkanevet, valamint a budapesti és a dunakeszi üzemben gyártott termékek védjegyeit. A dunakeszi termékek szimbóluma egy paradicsomot csipkedő kakas, ezzel is utalva a gyár legfőbb helyi termékére.
Az 1929/30. üzleti évben a Mercur Váltóüzleti Rt. a korábbiaknál nagyobb befolyásra tett szert a cégben: Rosenfeld Ármin, a Mercur Váltóüzlet Rt. igazgatója, valamint J. P. Perry, illetve Alois Hitschenfeld, a bécsi Mercurbank végrehajtó bizottságnak elnöke és tagja is az „Oceán” igazgatósági tagjai lettek. A világgazdasági válság a cég igazgatóságának megfogalmazása szerint „bénítólag hatott az üzletmenetre”. A fogyasztás általánosan érezhető krízise a forgalom lényeges visszaesésére vezetett és emellett a vevők fizetési készsége is leromlott. A gyümölcs- és főzelékkonzervgyár, akárcsak a halkonzervgyár a gazdasági helyzet és a verseny nyomása alatt szenvedett. Az export azonban – különösen a paradicsomkészítmények terén – ismét lendületet vett, új piacokra is szállítottak. Az ecet- és mustárgyár eredménye kielégítő volt. Ebben az évben a cég kérte a budapesti tőzsdefelügyeletet, hogy május 16-tól részvényeinek tőzsdei jegyzését szüntesse be.

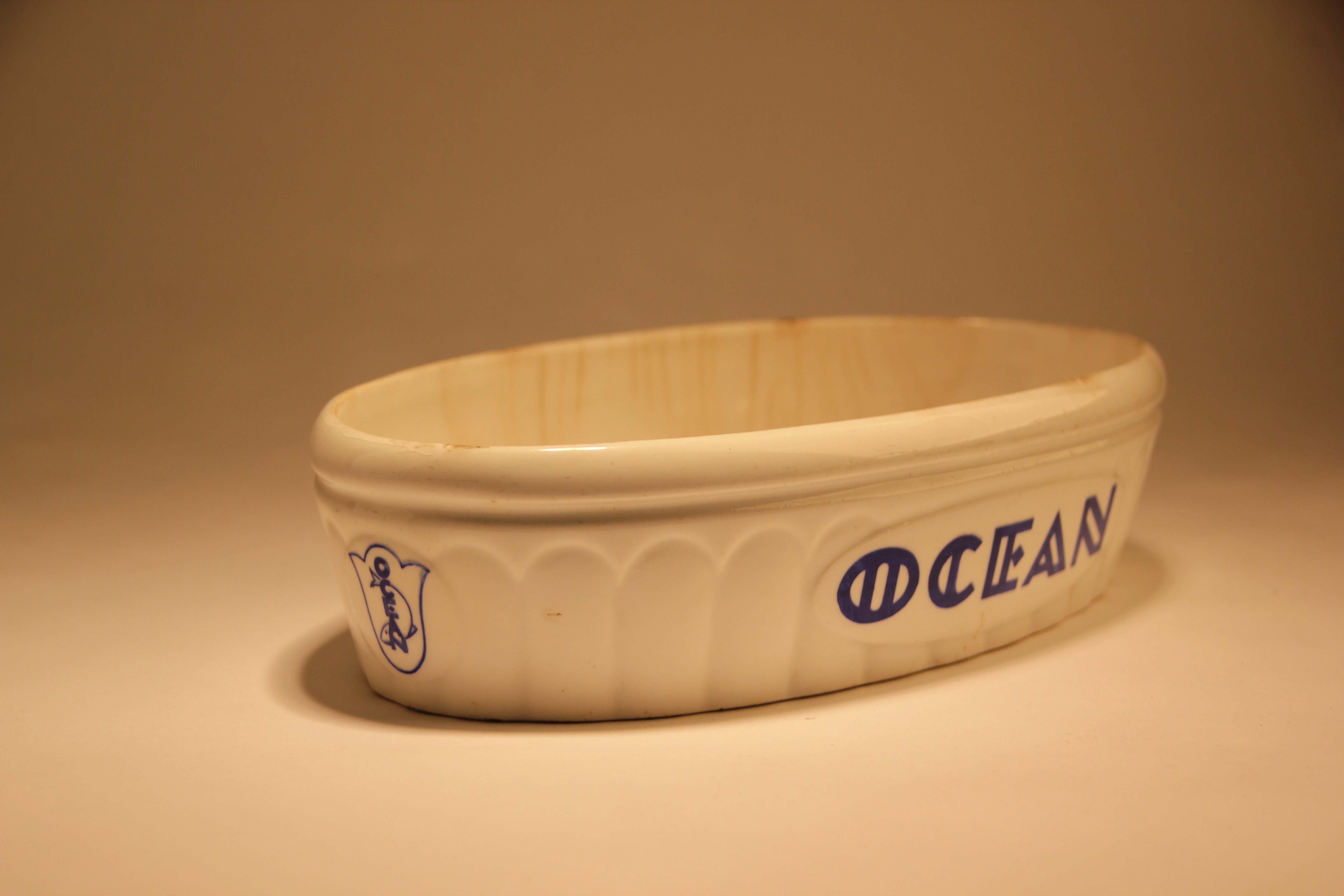
Az "Oceán" konzervgyár kínálótálja (Magyar Kereskedelmi és Vendéglátóipari Múzeum)

Az 1931/32. üzleti évben az általános fogyasztásban, a mindinkább emelkedő munkanélküliség és elszegényedés következtében további rohamos csökkenés állt be; az árak mind nagyobb mértékben estek vissza. A cég szenvedett a válságos évek alatt: rezsiköltségeiket nem tudták csökkenteni, miközben a vámokkal védett külföldi piacokra egyre nehezebben exportáltak, ami a forgalom és ezáltal a bevételek csökkenését eredményezte. A megismétlődő veszteséges üzletévek nem tették lehetővé, hogy a gyárépületeket, a gépeket és a berendezéseket – az amortizációnak megfelelően – helyettesítsék, lecseréljék. Utolsó tartalékaikat a túlélésre fordították, amihez saját tőkéjüket szinte teljes mértékben igénybe kellett venniük.
1931-ben nagy változás következett be a cég életében: Gottlieb Bernát Benő eladta „Oceán” részvényeit, és 60 000 pengős végkielégítéssel távozott. Ezzel – mivel Welleminsky Rezsőné sz. Gottlieb Franciska már korábban megvált részvényeitől – az eredeti tulajdonosi körből csak a Németh-fivérek maradtak az „Oceán” vezetőségében.

## A gyár élete 1932 és 1945 között
Az ezt követő évekből nem rendelkezünk céges éves üzleti beszámolókkal, de tudni lehet, hogy a gyár és a dunakeszi üzemegység folyamatosan működött. 1933 után a konzervgyártás Európa-szerte új lendületet kapott, ami az „Oceán”-ra is hatott: 1938-ban már szerény nyereséget könyvelhettek el.
A cég 1939-ben 6,5 kataszteri hold területen feküdt, ügyvezetője Grossmann Sándor volt. Munkásainak létszáma 120 és 200 között változott (idénymunkásokkal együtt). Ebben az időszakban gyümölcs- és főzelékkonzerveket, mustárt, ecetet, húskonzerveket gyártottak. Főbb piacaik az Egyesült Királyságban, Norvégiában, Svédországban és Ausztriában volt, természetesen a belföldi fogyasztók számára is termeltek.
1940. október 31-én a társaság megtartotta évi rendes közgyűlését, amelyen a cég nevet változtatott: elhagyták az „Oceán” megnevezést. Az új cég tehát a Magyar Konzervgyár és Kereskedelmi Részvénytársaság nevet vette fel.
A konzervgyár komoly szerepet játszott a hadsereg és a polgári lakosság élelmezésében a második világháború idején, egészen 1944. december elejéig, amikor a frontvonal elérte Dunakeszit és az üzem működése leállt. Előbb német hadsereg és a nyilasok, majd a környék lakossága fosztotta ki az üzemet, ezt követően szovjet élelmezési raktárt alakítottak ki benne. A front átvonulásával, 1944. december 28-án a termelést újraindították, köszönhetően annak, hogy a dolgozók közül többen elástak, kútba rejtettek gépeket.

### A Vitapric

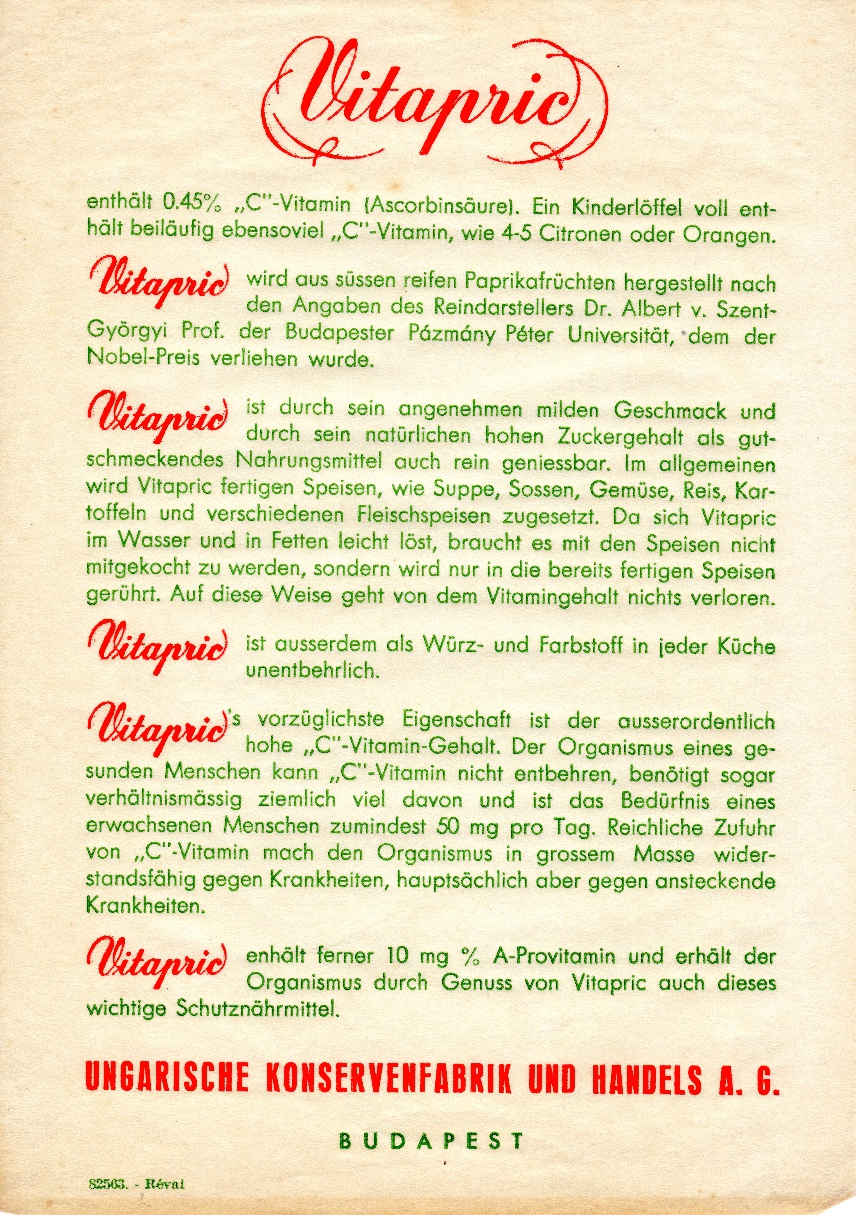
A "Vitaproc" német nyelvű leírása (reklámszöveg) (Révész István Helytörténeti Gyűjtemény)

A Vitapric alapja, hogy az 1930-as évek elején Szent-Györgyi Albert, Nobel-díjas magyar tudós (aki ekkor a Szegedi Tudományegyetemen tanított) először káposztából, majd narancsléből állított elő aszkorbinsavat (C-vitamint). Kutatásait más zöldség- és gyümölcsfélékre is kiterjesztette, így vizsgálta többek között a Szeged környékén nagy mennyiségben termesztett paprikát is, amely kitűnő C-vitamin-forrásnak bizonyult, különösen a paradicsom alakú paprika (pritamin), amelynek legfontosabb termesztési körzete ekkor a Dél-Alföldön, elsősorban Szeged és Hódmezővásárhely környékén volt. Szent-Györgyi Albert Kamocsay Gábor hódmezővásárhelyi paprikanemesítővel közösen kezdte keresni a lehetőséget valamilyen tartósított készítmény előállítására ebből a kiváló nyersanyagból. Így született meg a Vitapric, amelynek legnagyobb felvásárlója a német hadsereg lett. Az eladásokból befolyt összeget Szent-Györgyi Albert laboratóriuma fejlesztésére fordította. Végül a tőkeerősebb „Oceán” konzervgyár dunakeszi üzemegysége felkarolta a kezdeményezést, és Vitapric néven 1935-ben megkezdte a paprikapüré nagyüzemi gyártását, amit az tett lehetővé, hogy egyre nagyobb mennyiségben tudtak nem csípős paprikát is termelni Szeged környékén. A német piac mellett az „Oceán” az Egyesült Államokba (Hamburgon keresztül) és az Egyesült Királyságba is szállított az új termékből.
Várady Lászlóné visszaemlékezéseiből tudjuk, hogy 1939-ben, amikor az „Oceán” dunakeszi üzemében dolgozni kezdett, az első munkahelye a konyha volt, ahol angol exportra Vitapric-szószt főzött.
A Vitapric a dunakeszi konzervgyár számára komoly üzleti eredményt hozott. 1943-ban már olyan gyártósort, illetve gyártási eljárást vezettek be, amelyek révén fokozni lehetett a C-vitamindús fűszerpaprika gyártását. Ekkorra már a cég többségi részvényese a Meinl Gyula Kávébehozatali Rt. (képviseli: Kunz Rudolf), amely társaság 1942. március 28-án vált a konzervgyár birtokosává.

## A dunakeszi konzervgyár 1945 után
Tekintettel arra, hogy a konzervgyár a német Meinl cég kezében volt, amely az itt gyártott termékekkel elsősorban a német hadsereget látta el, a potsdami egyezmény értelmében az üzem szovjet vállalatként működött 1945 és 1951 között. A szovjet hadsereg 1945. január elején vette át az irányítást, és ebben az évben 130-150 fő dolgozott a gyárban.
Az 1944. január 1-jétől 1945. január 20-ig tartó üzleti tevékenységre vonatkozó adatok nem maradtak fenn, nagyobb mérvű gépészeti kárral, kisebb mértékű épületkárral és egy kifosztott raktárral vészelték át ezeket a súlyos időket. A szellemi és fizikai munkások közreműködésével, minden tőke nélkül indították meg, és a legprimitívebb eszközökkel kezdték el a konzervek készítését.
Az 1947. január 7-én megtartott rendkívüli közgyűlésen vezérigazgatónak dr. Justus Györgyöt, ügyvezetőnek pedig Grossmann Sándort, a cég korábbi vezető tisztségviselőjét nevezték ki. A gyár tiszta vagyona ekkor 4,5 millió forint volt, és alapvetően szovjet megrendelésre dolgozott. A cégvezetők között helyet kapott Szentes Vilmos is (Dunakeszi, János u. 20.), a gyár vezérigazgatója pedig Scskoldin Szimjon lett 1950. szeptember 28-án, aki Dunakeszin, a Bem utca 4. sz. alatt lakott.  A cég 1948 és 1950 között veszteséges volt, de ezen időszak alatt egyre jobban részt vett a közellátásban, majd a szovjet–magyar árucsere-forgalomba is bekapcsolódtak, a dunakeszi üzem adta a magyar konzervipar teljesítményének 10%-át. 1951-től az üzem nyereségesen működött, neve ekkortól „Duna – Dunakeszi Konzervgyár Rt.” lett. A részvénytársasági forma 1952-ben szűnt meg, ezen év október 17-én kelt, 21.506/5/1952. sz. határozat alapján, amely létrehozta a Dunakeszi Konzervgyár állami vállalatot, amely egészen 1964-ig ezen a néven működött.

## Az állami vállalat működése az ’50-es és a ’60-as években

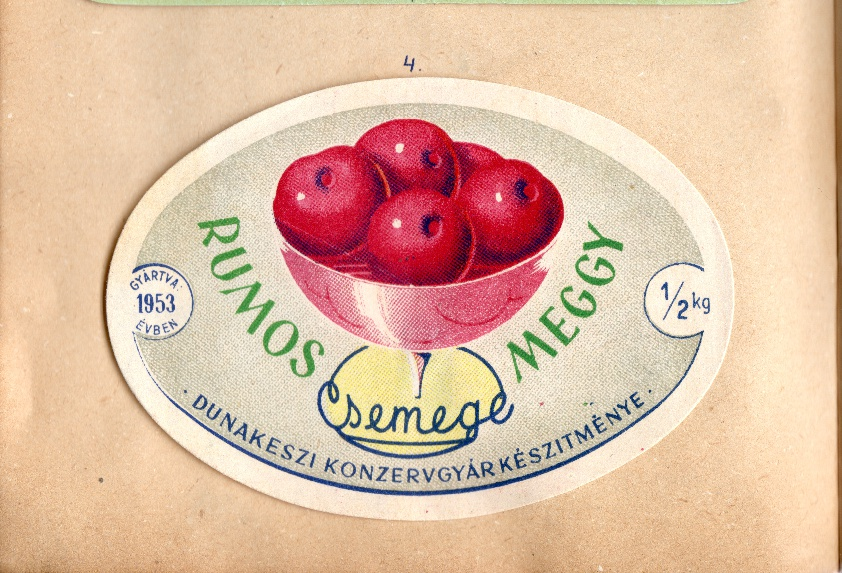
Dunakeszi konzervgyár befőtt címkéje (1953) (Révész István Helytörténeti Gyűjtemény)

Az 1950-es évek végén új gépek és technológiai berendezések kerültek a gyárba, amelyek révén csökkent a kézi munka mennyisége, illetve nőtt a munkatermelékenység, a termelés meghaladta ekkorra már az 500 vagont. Legfőbb termékei a paradicsom-, a zöldborsó-, a zöldbab- és a lecsókonzerv voltak, amelyeket Magyarországon, illetve a Szovjetunióban értékesítettek. Nyugatra húskészítményeit kezdte újra szállítani. A gyár 1953-ban több mint húszféle készételt és négyféle konzervet gyártott. A barackot ettől az évtől már nagyság szerint osztályozták, és hámozva tartósították. Készítettek töltött paprika, savanyú káposzta és savanyú uborka konzerveket is. 1958-ban kezdte meg az üzem a másfél kilós pulykakonzervek gyártását, amelyeket angol exportra küldtek, majd csirkemellet is saját levében. 1960-ban pedig nyúlpaprikás-konzerv, 1961-ben reggeli húskonzerv gyártását kezdték meg, amely utóbbit 20 dkg-os kiszerelésben, disznóhús és fehérszalonna alapanyagokból készítettek, és a magyar ízlésnek megfelelően fűszerezték. Ebben az évben az angol exportot is bővítették: megkezdték a fehér apróhús, a comb, a szárny és a hát apróhús-konzervek gyártását is. A hazai piacra paprikáscsirke-konzervet készítettek, valamint zselébe helyezett fehér apróhúskonzervet is előállítottak.
A megfelelő nyersanyagellátás biztosítását követően szükségessé vált a műszaki fejlesztés, amihez azonban központi támogatást kellett szereznie. Az 1960-as évektől egyre inkább gépesítették a gyárat, az új idényt jelentős műszaki fejlesztéseket követően kezdhették meg. Az üzemet 2,5 millió forintos beruházás keretében korszerűsítették: hatalmas készáruraktárak álltak a cég rendelkezésére, illetve a legtöbb, korábban kézzel végzett munkafolyamatot (pl. kirakodás, árumozgatás, berakodás, sterilizálás) gépesítették. Ezeknek köszönhetően a korábbi évek átlagát nézve mintegy megkétszereződött a gyár termelése.
A második ötéves terv keretében (1961–1965) azt tervezték, hogy a dunakeszi (és a nagykőrösi) konzervgyárak termelését 40-42%-kal növelik. Ennek eléréséhez 1961 júniusában új gépsort állítottak üzembe, amelynek segítségével huszonnégy ember kézi munkaerejét sikerült kiváltani. Ezzel jelentősen gyorsult a munka, és több konzerv előállítására voltak képesek. 1962-re a konzervgyár a kevés exportra termelő cég közé tartozott.
1963-ban megalakult a Konzervipari Vállalatok Trösztje, amelyhez azonban a dunakeszi üzemet nem sorolták át. Egy évvel később a Dunakeszi Konzervgyár állami vállalat a Budapesti Konzervgyárhoz került (a mosonmagyaróvári konzervgyárral), annak 2. sz. gyárrészlege lett. A három üzem együttesen kb. évi egymilliárd forintot termelt. A dunakeszi üzemben ettől kezdve elsősorban gyümölcs- és főzelékkonzervek előállítására fókuszáltak. Ekkor építették fel azt a vasszerkezetes gyártócsarnokot, amely a gyümölcsfeldolgozó gépeknek adott otthont.
1969-től Dunakeszi lett a Gyümölcs- és Főzelékkonzervgyár központja és központi gyártórészlege is egyben, két további gyáregység tartozott hozzá: a budapesti Földvári úton, illetve Mosonmagyaróváron. A három üzem más-más termékeket állított elő, és különféle technológiai szinten állt, ami nehezítette az egységes irányítás kialakítását. Ettől az időponttól kezdve a dunakeszi gyár mindinkább a kölcsönösen hasznos szerződések megkötésére törekedett számos mezőgazdasági termelőszövetkezettel. Kiemelt stratégiai partnere (ún. bázisgazdasága) volt a cégnek a Fóti Béke MGTSZ, amellyel az 1975. augusztus 20-ai munkás–paraszt találkozón szocialista együttműködési szerződést kötött. A fóti tsz 500 hektáron termelt a dunakeszi konzervgyárnak elsősorban csonthéjas gyümölcsöket, amelyek szedéséhez az üzem biztosította a gépi erőt. Ezt követően egyre több bázisgazdasággal rendelkezett a gyár, a 70-es évek első felében már ezen gazdaságok szolgáltatták a beérkező alapanyag 70%-át.

## A ’70-es és ’80-as évek
1974-ben a konzervgyár fejlesztési terve három fő irányt jelölt meg: építészeti, technológiai és profilátalakítási változtatásokat terveztek. Utóbbi esetben – az eddig meglévő termékek mellé – egy új termékcsalád bevezetését tervezték: tésztát kívántak gyártani. Ehhez az üzemet a dunakeszi iparegység területén építik fel. Új raktárt és gyártócsarnokot is terveztek. Technológiai szinten a korszerűsítést nemcsak a termelés növelése indokolta, hanem az is, hogy a munkáslétszámot nem tudták növelni, így többet csak modernebb berendezések révén, egyes munkafolyamatok további gépesítésével lettek volna képesek termelni. A gyár saját termékeihez maga gyártotta a dobozokat, ezek előállításához modern eszközöket vásárolt a Szovjetuniótól és a Német Demokratikus Köztársaságtól. A nagymértékű anyagmozgatás gépesítését is folyamatosan hajtották végre, az üzemen belül és az üzemek között is. Görgőpályákat terveztek építeni, valamint a belső anyagmozgatáshoz emelővillás targoncákat szerettek volna vásárolni. A fejlesztések körébe tartozott, hogy új TMK-műhelyt kívántak létesíteni, illetve korszerűsíteni tervezték a villamosenergia-hálózatot, valamint a szennyvízelvezetést is meg kellett véglegesen oldani. Dobozolás helyett 1976-tól zsugorfóliázták az elkészült konzerveket, amivel jelentős helymegtakarítást tudtak elérni. A zsugorfóliázott késztermékek száma évről-évre emelkedett, 1978-ban már 56 tonna fóliát használtak fel, ami 1300 vagon készáru becsomagolására volt elegendő.
A legégetőbb gond a raktározás volt, amelynek megoldására 1976. június 1-jén átadták az 500 vagonos új készáru-raktárt, amely révén a kész- és félkész árukat ettől kezdve nem kellett a szabad ég alatt tárolni. A régi készáru-raktárt részlegesen lebontották, és június 10-ig előkészítették a terepet egy új üzemegység, a tésztagyár számára.
A dunakeszi tésztagyárat a megszűnő budapesti üzem helyett hozták létre, az V. ötéves terv (1976–1980) keretében. A berendezések kis részét Magyarországon gyártották, nagy mennyiségben érkeztek azonban olasz gépek is a tésztagyárba. Az eredeti tervek szerint a gyárnak 1978. december 31-ével kellett volna üzemelnie, de – mivel akadozott a száraztészta-ellátás az országban – a pártvezetés előrehozatta az átadást, így 1977. november 7-én az új gyár működött. Sok gonddal, természetesen. Ezek közül az egyik kiemelkedő probléma a munkaerőhiány volt: a gyárhoz rendelt 89 munkás nem tudta a minimálisan tervezett 700 vagon éves tésztamennyiséget előállítani, így újabb fizikai dolgozók felvételére volt szükség. Eleinte 2 és 4 tojásos tésztákat gyártottak: cérnametéltet, spagettit, hosszúmetéltet, figurális tésztákat és tarhonyát.
A dunakeszi tésztagyár termékeit 1978 júniusában kezdték meg értékesíteni csomagolt, kis kiszerelésű tételekben. Az üzem gyártmányai a minőségi vizsgálatokon kiemelkedő eredményt értek el, így csomagolásukon feltüntethették a Kiváló Áruk Fóruma minősítő címkét. A dunakeszi tésztákat az állami FÜSZÉRT vállalat az egész országban forgalmazta.
1977. január első hetében a dunakeszi konzervgyárban korszerű termékek gyártásába fogtak: megkezdődött az első – sárgabarackból, őszibarackból, meggyből és málnából készített – diabetikus dzsemek előállítása. Alapvetően cukorbetegek számára gyártották, cukorhelyettesítőként szorbitot és szacharint alkalmaztak. Éves szinten 700 tonna diabetikus befőttet, 50 tonna dzsemet és 100 tonna szörpöt értékesítettek. Ez év őszén a vállalat készáruinak 56,3%-a exportra ment, ennek 81,7%-a a demokratikus országokba, közülük a legnagyobb arányú átvevő a Szovjetunió volt. Záhony irányába 20.000 tonna dunakeszi készáru lépte át a határt. A Szovjetunióba elsősorban zöldborsót, vegyesbefőttet, vegyes darabos savanyúságot és csemege uborkát exportáltak. Kisebb mennyiségben zakuszkát, ketchupot és gyümölcskonzerveket is vittek ki.
Az állandó – nagyrészt női – munkatársak mellett idénymunkásokat, leggyakrabban a nyári időszakban diákokat alkalmaztak. Sokan közülük itt találkoztak először a munkába járás mindennapjaival. És bár legtöbben alkalmi munkának tekintették, mielőtt az új tanév kezdődne vagy továbbtanulnának, voltak közöttük olyanok is, akik végül visszatértek a gyárhoz, és itt helyezkedtek el hosszabb távra.
1981-re a dunakeszi gyár rossz állapotba került, az itt működő gépek életkora 15-30 év közötti volt ekkor. A gyár ekkori legmodernebb része a tésztaüzem volt, amelyben a korszerű olasz gépek megfelelő termelési körülményeket biztosítottak. Ugyanakkor hiányzott a légkondicionálás, ami azt eredményezte, hogy a hűvösebb napokon is 45 fok volt az üzemcsarnokban. Ilyen körülmények között napi 60-80 tonna alapanyagot dolgoztak fel, ami nagy részben annak volt köszönhető, hogy idénymunkára nagyszámú diákot alkalmaztak. A gyár jó évet zárt: az 500 millió forintos termelési előirányzaton felül teljesített.
1982. január 1-jével megszűnt a Konzervipari Vállalatok Trösztje, így a dunakeszi gyár is nagyobb önállósághoz jutott, saját költségvetése lett, és közvetlenül a Mezőgazdasági és Élelmezésügyi Minisztérium irányítása alá került. 1986-ban meggyből, sárgabarackból és narancsból aszeptikus gyümölcsleveket kezdtek gyártani, amelyeket Tetra-Pack dobozokba töltöttek. Ezzel versenyképes, a nyugati piacon is keresett terméket állítottak elő. A gyártásra a Délker vállalattal és a fóti Vörösmarty Termelőszövetkezettel közösen alapítottak gazdasági társaságot, az új termék márkaneve egy régi név lett: Óceán.

## Privatizáció és felszámolás
A dunakeszi konzervgyárból 1993-ban kivált a tésztagyár, amelyet az 1990-ben, magyar tulajdonú családi vállalkozásként alapított Mary-Ker Kft. vásárolt meg. A cég a fejlesztésre 1996-ban 350 millió forintot költött: nagy teljesítményű csomagológépet állítottak üzembe, és kialakították a szociális létesítményeket is. Ezt követően, mintegy másfél év alatt további 600 millió forintot fektetett be. A bővített üzemet Torgyán József, földművelésügyi és vidékfejlesztési miniszter avatta fel, 1999. május 12-én. Az új üzem évi 18-20 000 tonnára növelte a gyártókapacitást. A cég piaci részesedése 1997-ben 3,5; 1998-ban 9,5%-os volt, 1999-re elérték a 20%-ot. A Mary-Ker Kft. 2002-ben újabb nagy teljesítményű tésztagyártó gépsort (Pavan típusú spagetti-, makaróni-, hosszú- és cérnametélt-gyártó) telepített Dunakeszire (a beruházás 40%-ban saját erőből, a többi banki hitelből és pályázatból), amivel lezárult 1,35 milliárd forint értékű korszerűsítési programjuk. Éves termelésük ezzel 30.000 tonnára nőhetett, ami 35%-os piaci részesedést jelent. A Mary-Ker Kft.-nek mára mintegy 20 féle terméke van, többek között a cég gyártja a négytojásos Korona, illetve a durumlisztből készült Dunakeszi márkanevű száraztésztákat is. A tésztagyár az egykori konzervgyár egyetlen ma is működő gyáregysége.
1993-ban az Állami Vagyonügynökség (ÁVÜ) a tulajdonában álló Dunakeszi Konzervipari Vállalatot átalakította, amely Óceán Fruct Konzervgyár Rt. néven folytathatta tevékenységét. A társaság saját tőkéje 187 millió forint, jegyzett tőkéje 113 millió forint volt. Az ÁVÜ tulajdonában lévő társaság 25%-át + 1 szavazatot, azaz mintegy 28 millió forint névértékű részvénycsomagot kárpótlási jegy ellenében termelőknek kínált fel, 51 százalékot nyílt pályázaton hirdetett meg, 1994 elején.
Már 1994-ben pénzügyi felszámolásra kerül sor az Óceán Fruct Rt. adósságkonszolidációjakor. Mivel a társaság termékei iránt még ekkor is nagy volt a kereslet, a cég és a bank a felszámoláson belül a működőképes részt önállósítani kívánták, és kötvénykibocsátással tőkét terveztek bevonni. A kötvény lejegyzésére bank(ok) vállalkozott(vállalkoztak). A tervek nem realizálódtak, és 1995 szeptemberében megindult a felszámolás. A folyamatot irányító Reorg Gazdasági és Pénzügyi Rt. végül, 1996-ban egy hazai pénzügyi befektető, a Citizen Rt. által alapított társaságnak értékesítette 105 millió forint + áfa összegért a gyárat. A Citizen Rt. sem tudott azonban úrrá lenni a nehézségeken, és 1997 közepén húsznál is több főt érintő létszámleépítésre került sor az ekkor már csak 70 főt foglalkoztató gyárnál.
A konzervgyár ebben az időszakban a Független Államok Közösségébe szállított a legnagyobb mértékben. Amikor a FÁK-piac összeomlott, a dunakeszi üzem sem volt már képes nyereségesen működni. A felszámolás – a Tetra Pak Csomagolóanyag Gyártó Rt. kezdeményezésére – 2001-ben megindult, az egykor virágzó, sokaknak munkát, életpályát biztosító cég bezárta kapuit.

## Napjainkban
A gyár telephelye napjainkban (2024) is létezik, a kapun belül különféle kisebb vállalkozások telepedtek meg.
Az iparvágány is létezik, Dunakeszi vasútállomásnál ágazik ki a Budapest–Szob-vasútvonalból, vasúti forgalom láthatólag nincs rajta.